# Ca l'Escorial
Ca l'Escorial és un edifici d'Arenys de Munt (Maresme) inclòs a l'Inventari del Patrimoni Arquitectònic de Catalunya.

## Descripció
Es tracta d'un habitatge cantoner de planta rectangular. Té planta baixa, pis i golfes, amb la coberta a una vessant. Totes les obertures són de pedra, encara que algunes estan reformades. És interessant la resta que queda d'un matacà a la cantonada de la part esquerra. L'edifici està rematat per un petit ràfec fet de maó i teula. Actualment es troba en un estat deplorable, tot i que al seu temps devia ser una gran casa.